# 信息模型
信息模型，是一种用来定义信息常规表示方式的方法。 通过使用信息模型， 我们可以使用不同的应用程序对所管理的数据进行重用，变更以及分享。 使用信息模型的意义不仅仅存在于对象的建模，同时也在于对对象间相关性的描述。 除此之外，建模的对象描述了系统中不同的实体以及他们的行为以及他们之间（系统间）数据流动的方式。 这些将帮助我们更好的理解系统。对于开发者以及厂商来说， 信息模型提供了必要的通用语言来表示对象的特性以及一些功能，以便进行更有效的交流。
信息模型的建立关注建模对象的一些重要的不变的，具有共性的性质, 而对象间的一些不同的性质（比如说一些厂商特定的性质）可以通过对通用模型框架的扩展来进行描述。 如果缺少信息建模， 对一个新对象的描述将会增加很多重复的工作。
建立一个放之四海而皆准的信息模型是不切实际的，应为不同对象间性质的区别较大，需要不同领域的专家知识。 因此，在多数情况下，信息模型是以层的形式来表示。 层化的信息模型包括一个用来支持不同领域信息的通用框架。